# Nordenfeltov top
Nordenfeltov top je strojnica koju je izumio Šveđanin Helge Palmcrantz, a dobila je ime prema švedskom bankaru koji je sagradio tvornicu u Engleskoj za prozvodnju Palmcrantzovog izuma. Nordenfeltov top se može opisati kao kombinacija Mitrailleusea i Gatlingovog topa. Postoje inačice ovog oružja koje imaju od dvije do dvanaest cijevi montirane po dijagonali na postolju. Nordenfeltov top je bio u službi u ratnim mornaricama Europe i u SAD-u.